# Дженива (город, Миннесота)
Дженива (англ. Geneva) — город в округе Фриборн, штат Миннесота, США. На площади 1,1 км² (1,1 км² — суша, водоёмов нет), согласно переписи 2002 года, проживают 449 человек. Плотность населения составляет 423,7 чел./км².
- Телефонный код города — 507
- Почтовый индекс — 56035
- FIPS-код города — 27-23354[1]
- GNIS-идентификатор — 0644066[2]